# ハワイ・ミッドウェイ大海空戦 太平洋の嵐
『ハワイ・ミッドウェイ大海空戦 太平洋の嵐』（ハワイ ミッドウェイだいかいくうせん たいへいようのあらし）は、日本の戦争映画で1960年（昭和35年）4月26日公開の東宝作品。
併映は森繁久彌主演の『新・三等重役 当たるも八卦の巻』（監督：杉江敏男）。

## 作品解説
第二航空戦隊空母「飛龍」搭乗員（九七式艦上攻撃機）の視点から見た、太平洋戦争前期（真珠湾攻撃からミッドウェイ海戦まで）を描いた超大作特撮戦争映画である。映画『日本誕生』に続き東宝の俳優陣が総出演し、当時の新人俳優や中堅俳優などがメインキャストを務め、看板俳優ともいえる俳優が特別出演として登場する。特撮戦争映画としては、初のカラー作品である。
戦争の悲惨さを訴える部分もあるが、松林宗恵の独特の戦争観が伝わる。特に飛龍が沈没した後、山口司令官と加来艦長が、海底に沈んだ飛龍の艦橋内で幽霊のように出てくるシーンがあり、主演の夏木陽介はこのシーンが松林の一番言いたいテーマであったと評している。
後に松林は本作の製作の狙いは戦時中の映画『ハワイ・マレー沖海戦』の復活にあったと語っている。その言葉通り真珠湾攻撃のシーンは『ハワイ・マレー沖海戦』以上にヒロイックに勇壮に描かれ、戦時中の映画と変わらず真珠湾攻撃によって地上で死傷するアメリカ人の姿が描かれることもない。また、それまでの戦後の戦争映画と異なり、戦争責任を追及されるべきものの姿がなく、登場する軍人全てが「善き人」で憎むべきは「戦争」という存在そのものと描かれている。戦争加害の表象は皆無であり、それまでの国民を戦争に引きずり込んだものを告発する映画とは一線を画している。公開当時、映画評論家の淀川長治は、このような戦争スペクタクル映画が『忠臣蔵』のように毎年の定番になるのではないかと捉え、こうした戦争の表象を「ビッグゲーム」と呼んで、若者の心理への影響を危惧する評論を書いている。

## あらすじ
北見中尉は艦攻隊隊長機の若き飛行士である。母艦搭乗員は意気揚々と真珠湾攻撃へ参加、戦果を挙げる。内地へ戻り、休暇中に実家へ里帰りし許婚の啓子と久しぶりに再会する。北見中尉は啓子との結婚に悩み、なかなか決心がつかなかった。その後、彼はインド洋での作戦行動中に友成隊長に結婚を悩んでいることを相談。隊長からの励ましを受け、作戦終了後に内地へ帰還、結婚式当日を迎える。同期の飛龍戦闘機隊松浦中尉から祝電の電報を受け取ったが、2枚目の電報を見て顔色が一変する。その内容は、ミッドウェイへの出撃のため帰還せよとのものだった。
桂島に停泊している連合艦隊旗艦の戦艦大和に於いて、第二航空戦隊司令官山口多聞と連合艦隊司令長官山本五十六が久々に再会し、山口司令官のインド洋での功績を山本五十六が労った。ミッドウェイ作戦は天王山であると山本から打明けられ、山口は山本の決死の意気込みを知ることとなる。
第一次攻撃隊としてミッドウェイ基地攻撃に参加した北見は、予想外の敵の反撃に衝撃を受ける。友成隊長はやれるだけのことはやったと判断、機動部隊に無電で第二次攻撃隊の必要ありと伝えた。第二次攻撃隊は敵空母攻撃を想定し、雷装待機状態である。第一航空戦隊司令部も南雲忠一、草鹿龍之介参謀長などの幕僚たちと協議していた。早朝より飛び立った味方索敵機からは、敵空母発見に関する情報を何も知らせてこない。明後日より開始される上陸戦を考慮すると、基地攻撃が不十分では不味い。そして司令部は第二次攻撃隊は魚雷を外して爆弾を装備しミッドウェイに向かわせる、と決断。各艦に指令が飛んだ。
一方、第一次攻撃隊が帰還し、搭乗員は休憩しながらミッドウェイ基地の「敵戦闘機の迎撃態勢」「滑走路が3つ」「高射砲の数」といった現実の防御態勢と艦隊司令部から事前に知らされた防御態勢との違いに不満を漏らし、友成隊長にいさめられていた。その時、敵の陸上爆撃機がミッドウェイ基地から飛来し、敵機現るの報が艦内に走った。艦隊は迎撃機を発進させ、零戦と対空砲火で何とか振り切った。第二次攻撃隊の発艦準備が整う前だったので、皆が緊張していた。空母飛龍の加来止男艦長は戦闘機の援護無しで突入してきた米攻撃隊に対して皮肉をもらした。
第二次攻撃隊の発進準備が整ってきた矢先、味方索敵機から敵艦隊発見との無電が入った。重巡利根の索敵機が敵の艦種を捜索し、空母がいないことが判明する。突然の緊張から開放されるや否や、索敵機から第二報が入った。敵には空母も存在するが、ミッドウェイ基地攻撃のため装備変更したばかりである。今から魚雷を装備したのでは、時間が掛かる。急降下爆撃隊と水平爆撃機隊のみの攻撃では戦果が期待できず、さらに先刻より飛来してきた米攻撃機迎撃のため、戦闘機隊は艦隊上空直衛に飛んでいる。戦闘機の援護無しでは、先程の米攻撃隊の二の舞になってしまう。山口はこのままで出撃させると言い出す。一方、第一航空戦隊司令部も混乱していた。南雲司令長官も悩んでいたが、伝令が山口の意見を伝えた。その時、南雲司令長官は戦闘機の援護なしの攻撃機など出せないと判断。魚雷での艦隊攻撃という正攻法を取ると決まり、急遽爆弾を取り外し、魚雷装備へ変更せよと指令が飛んだ。
しかしその間に、味方索敵機から敵の艦載機が大挙して接近中と無電が入った。急がないと間に合わないと、整備兵だけでなく、パイロットやその他の兵も皆共同で爆弾を外し、魚雷を装備する。その時、遂に米機動部隊から発進した急降下爆撃機が攻撃を仕掛けてきた。各艦隊は退避行動を取るが、第一航空戦隊の空母赤城、加賀、第二航空戦隊の空母蒼龍に爆弾が命中し、大火災がおこった。その光景を見つめる北見中尉は呆然とし、友成隊長は飛龍の艦橋へ上り出撃を懇願。山口司令官は第一次・第二次攻撃隊合同での攻撃を決断、友成は飛行甲板へ戻り動揺する搭乗員を集めた。そして、山口司令官は山本連合艦隊司令長官へ全力で戦うとの打電を命じる。

## キャスト
参照

### 第二航空戦隊空母飛龍
- 北見中尉 - 夏木陽介
- 松浦中尉 - 佐藤允
- 梅崎中尉 - 太刀川寛
- 脇中尉 - 瀬木俊一
- 添島中尉 - 八色賢典
- 矢野中尉 - 上村幸之
- 友成大尉 - 鶴田浩二
- 深瀬大尉 - 小泉博
- 沢渡大尉 - 中丸忠雄
- 花田大尉 - 三島耕
- 船本大尉 - 山本廉
- 西原大尉 - 岡豊
- 間宮上飛曹 - 中島元
- 駒形二飛曹 - 福田弘
- 林二飛曹 - 久保田譲
- 鈴木一飛曹 - 加茂慎一
- 谷川一飛曹 - 西條康彦
- 渡辺一飛曹 - 三浦敏男
- 間宮兵曹[要出典] - 石田茂樹
- 片桐少尉 - 船戸順
- 栗村少尉 - 石川浩二
- 下士官搭乗員1 - 中島春雄
- 下士官搭乗員2 - 中西英介
- 整備兵1 - 広瀬正一
- 整備兵2 - 勝部義夫
- 整備兵3 - 宇野晃司
- 整備兵4 - 伊原徳
- 整備兵5 - 松山恵介
- 整備兵6 - 吉田静司
- 時刻を読む信号兵 - 大前亘
- 下士官 ‐ 伊藤実
- 信号兵 - 澁谷英男
- 飛龍乗組員 - 権藤幸彦
- 搭乗員 - 岡部正
- 手旗信号の兵 ‐ 今吉浅右衛門
- 軍医 - 吉頂寺晃
- 操舵手 - 鹿島邦義
- 飛行長 - 平田昭彦
- 機関長 - 小杉義男
- 航海長 - 村上冬樹
- 副長 - 田島義文
- 三根中尉 - 桐野洋雄
- 上条中尉 - 織田亮
- 通信参謀 - 伊藤久哉
- 機関参謀 - 大友伸
- 航空参謀 - 土屋嘉男
- 先任参謀 - 池部良
- 加来艦長 - 田崎潤
- 山口多聞 - 三船敏郎

### 連合艦隊
- 山本五十六 - 藤田進
- 偵察機偵察員1 - 大村千吉
- 偵察機偵察員2[16] - 桜井巨郎

### 第一航空戦隊空母赤城
- 整備参謀 - 堺左千夫
- 通信参謀 - 宝田明
- 戦務参謀 - 小林桂樹
- 航空参謀 - 三橋達也
- 作戦参謀 - 加東大介
- 赤城士官1 - 中村哲
- 赤城士官2 - 熊谷二良
- 参謀長 - 上原謙
- 南雲長官 - 河津清三郎

### 民間人
- 啓子 - 上原美佐
- サト - 三益愛子
- 藤作 - 志村喬
- マサ - 三田照子
- 校長 - 榎本健一
- 村長 - 林幹
- 在郷軍人 - 谷晃
- 在郷軍人[要出典] - 勝本圭一郎、坪野鎌之
- 村会議員 - 土屋詩朗
- 電報配達 - 佐田豊
- 村の若者 - 高木弘
- 花嫁の介添え‐津田光男、手塚勝巳、松本光男
- 村の婦人 - 東静子、記平佳枝、中野トシ子、一万慈鶴恵

## スタッフ
参照
- 製作 - 田中友幸
- 脚本 - 橋本忍、国弘威雄
- 撮影 - 山田一夫
- 美術 - 北猛夫、清水喜代志
- 録音 - 西川善男、宮崎正信
- 照明 - 小島正七
- 音楽 - 團伊玖磨
- 監督助手 - 田実泰良
- 音響効果 - 三縄一郎
- 編集 - 岩下広一
- 現像 - 東洋現像所
- 製作担当者 - 川上勝太郎
- 特殊技術
  - 光学撮影 - 荒木秀三郎
  - 撮影 - 有川貞昌
  - 美術 - 渡辺明
  - 照明 - 岸田九一郎
  - 作画合成 - 向山宏
- 特技監督 - 円谷英二
- 監督 - 松林宗恵

## 製作
本作品のスタッフ向け試写では、試験的に4チャンネルステレオ音響システム「多元磁気立体音響」が冒頭部に用いられ、この方式は翌年から本格的に導入された。
主演の夏木陽介は、それまで俳優はいつ辞めてもいいという考えであったが、本作品の撮影を経て俳優を続けていく覚悟を固めたという。特に結婚式のシーンでは、演じながら感動し俳優として初めての快感を得たと述懐している。
本作品撮影時に、ハリウッド俳優のチャールトン・ヘストンが東宝撮影所へ見学に訪れた。後にヘストンは本作品の映像を流用した『ミッドウェイ』に出演している。

### 脚本
シナリオ執筆の段階で映画でのリアリズムの表象を巡って脚本の橋本忍と監督の松林宗恵の意見が二分するという問題が起こった。ミッドウェー海戦でのアメリカ軍機動部隊の艦載機の攻撃に対し、最後まで残った空母飛龍の司令部は総員退艦を決定して主人公の北見中尉たちは海上に逃れるが、兵士たちは飛龍から海に飛び込みランチへ次々と乗り上がろうとする。橋本の脚本の第一稿と第二稿では、大勢の漂流者が船べりに手をかけランチが転覆しそうになり、ランチ上の指揮官が抜刀して漂流者の腕を次々に切っていくというシーンがあった。これに違和感を覚えた松林は協議の結果、橋本に書き直しを求め第三稿の決定稿ではそのシーンはカットされ、完成した映画では逆にランチが漂流する主人公たちを救助する場面になった。
戦争映画研究家・作家の永田喜嗣は、橋本にとっては「誰が何をしたか」が重要であり、戦争加害者を明確にすることこそ反戦につながるという信念があったが、松林が持っていたのは「誰が何をしたか」よりも戦争全体を観察して戦争という行為そのものを「悪」とする視点であり、そこでは戦争加害者という具体的な存在が無用になったとしている。

### 歴史考証
魚雷を装着する際に一旦投下試験を行うこと、ミッドウェイへの出撃が機密保持も何もなく、漁船などの見送りを受けながら白昼堂々と行われたことなど、目立たない点においても史実に従っている。
ただし、映画とは違う事実が後年になってから判明した点もある。たとえば、映画では飛龍の沈没時に閉じ込められた機関長以下機関部員が飛龍と運命を共にするシーンがある。製作当時はそう言われていたのだが、実際は総員退艦後に短艇で脱出し、米軍の捕虜になっていたことが後年に判明している。また演出の都合上変更されている点もあり、注意を要する。たとえば友永丈市をモデルとした友成大尉が真珠湾攻撃以来飛龍の艦攻隊を指揮していたことになっているが、実際の友永が飛龍に転属したのはミッドウェイ海戦直前であり、真珠湾攻撃には参加していない。

### 撮影
松林の本編班は、千葉県の勝浦海岸に1/1スケールの飛龍のオープンセットを作成し、海が見渡せるリアルな撮影を実現させている。航空機もセットではあるが、零戦、九九式艦上爆撃機、九七式艦上攻撃機などを、1/1スケールで表現している。航空機セットのプロペラはモーターで回転する康三となっており、乗組員役の中島春雄によれば大遠具スタッフが手を挟んで指を潰す事故もあったという。
夏木によれば、当初本作品のクランクインは真珠湾攻撃と同日同時刻に開始する予定であったが、飛行機のプロペラで小道具担当が指を切断する事故が起き、中止となった。その後も悪天候に見舞われ4日ほど待機となり、その間に夏木や佐藤允らは衣裳のまま麻雀に興じていたという。
なお、艦上や航空機の撮影には防衛庁（現：防衛省）の協力も受けており、海上自衛隊のあやなみ型護衛艦艦上での撮影が行われているほか、帝国海軍機を模した塗装が施されたSNJ（T-6 テキサンの海軍型）練習機が登場している。艦艇のアップショットには当時の米海軍の艦艇を撮影したものも使用されており、エセックス級航空母艦の錨や艦尾が写っているカットが確認できる。
沈没した飛龍から泳いで逃れる乗組員のシーンも、実物大セットと同じく勝浦の海で撮影が行われた。乗組員役の中島春雄によれば、撮影は5月に行われ、水温が低くライフジャケットを着ていたものの寒かったという。
ラストシーンの撮影は立川飛行場で行われた。

### 特撮
戦闘シーンの特撮は、『ハワイ・マレー沖海戦』や『ゴジラ』で実績のある円谷英二が担当している。真珠湾攻撃の一連の特撮シーンは、『ハワイ・マレー沖海戦』と同じ構図のものもあり、円谷自身による『ハワイ・マレー沖海戦』のカラー･リメイクとなっている。
東宝は本作品のため、約1,500万円を投じスタジオ内に総面積約1万平方メートルもの特撮用大プールを建設し、完成披露の際は出演者総出による記念式典まで行うほど注力した。設計は美術助手の井上泰幸が手掛け、イタリアの撮影所チネチッタのプールを参考としている。当初井上は、周辺の土地を買収する想定で撮影所の敷地をはみ出す広さのものを設計したが、会社から反対され、真珠湾のミニチュアを縮小することになったという。この施設をフル活用して撮影された真珠湾攻撃やミッドウェイ海戦などのシーンは、この時代の技術力として一級品であり、のちの東宝映画『連合艦隊司令長官 山本五十六』や『連合艦隊』などにも流用されている。さらに、ハリウッド映画『ミッドウェイ』にも本作品の特撮シーンが流用されている。後年、日米合作映画『勇者のみ (1965年の映画)』でハワイを訪れた円谷は、本作品のミニチュアが本物の真珠湾とそっくりであったことに感心したという。特撮班カメラマンの富岡素敬は、大プールの撮影ではミニチュアに合わせて小さい波を起こさなければならないことに苦労したと述懐している。
セット内での撮影では、寒天を用いて海を表現している。寒天は、四斗樽で3日間煮立てたものをさらに1日かけて固め、バケツで300坪のステージに敷き詰められていった。海の色は、撮影所のクレーンを用いて染料をじょうろで撒いた。造形助手の開米栄三によれば、寒天は最初に敷き詰めた奥の方から腐っていったという。
円谷の特撮班では、東宝特殊美術スタッフによって8メートルを超えるサイズのエンジンを搭載した自走式の戦艦のミニチュアが多数作られ、空母飛龍のものは全長13メートルにもおよんだ。ロケ先への搬入の際には、その大きさから車での搬出ができなかったため、製作した特美スタッフがこれを操縦し、江戸川を出発して東京湾を経由し、三浦半島の撮影現場まで自走させた。
雲間から艦隊を見下ろすシーンは、グラスワークを用いて表現している。
零戦の操演では、微妙な機体の揺れも再現している。操演の中代文雄によれば、円谷は「飛行機の安定は、不安定の安定だ」と称していたという。一方、パイロットの主観描写の撮影では、古い手巻きカメラを吊って動かしたところ、火薬の振動でビスが緩んでしまい、すべてピンボケになってしまった。

## 映像ソフト
1980年代にはビデオソフト化され、ビデオテープやレーザーディスクソフトが発売された。
- VHSはキネマ倶楽部から発売された[33]。品番1514[33]
- 2001年8月21日に東宝よりDVDが発売された[34]。DVDには特典として、松林宗恵監督によるオーディオコメンタリーと劇場予告編のほか、公開当時に制作されたソノシートの音声が収録されている。DVDタイトルを『太平洋の嵐』とするものもある。